# Provincia di Tabuk
La provincia di Tabuk è una provincia dell'Arabia Saudita, collocata lungo la costa nord-occidentale del Paese. Ha una superficie di 108.000 km² e una popolazione di 560.200 abitanti (1999). Il suo capoluogo è Tabuk dove, all'epoca di Maometto, ebbe luogo una spedizione contro i suoi abitanti ebraici.
L'economia della provincia è concentrata nell'esportazione dei fiori in Europa.

## Storia
La storia della regione Tabuk risale a 3.500 anni fa; è identificata con le antiche regioni, terre di Maydan e Dedan, menzionate nella Bibbia.
La regione è attraversata dalla ferrovia di Hegiaz, un punto di riferimento per gli attacchi durante la rivolta araba del 1916-1918.

## Geografia

### Principali città
- Tayma
- Duba
- Al Wajh
- Haql
- Umm Lajj
- Neom - Smart city in costruzione, al triplice confine con l'Egitto e la Giordania.

## Politica

### Elenco dei governatori
- Muhammad ibn Abd al-Aziz Alshahl (1926 - 1930)
- Abd Allah bin Saad (1930 - 1931)
- Abd Allah bin Saad bin Abdul Mohsen Al Sudairi (1931 - 1935)
- Sa'ud bin Hizlol bin Nasser Al Sa'ud (1936 - 1937)
- Musaed Sa'ud bin Abd Allah bin Abd al-Aziz Al Sa'ud (1938 - 1950)
- Suleiman bin Mohammed bin Sultan Al Sultan (1950)
- Abdul Rahman bin Mohammed (1950 - 1951)
- Khalid bin Ahmed bin Mohammed Al Sudairi (1951 - 1955)
- Musaad bin Ahmed bin Mohammed Al Sudairi (1955 - 1972)
- Sulaiman bin Turki bin Suleiman Al Sudairi (1972 - 1980)
- ʿAbd al-Majīd bin ʿAbd al-ʿAzīz Āl Saʿūd (1980 - 1986)
- Mamduh bin 'Abd al-'Aziz Al Sa'ud (1986 - 1987)
- Fahd bin Sultan Al Sa'ud, dal 1987

### Elenco dei vice governatori
- Jalawi bin Abd al-Aziz bin Mosaad Al Sa'ud (6 maggio 2000 - 2 giugno 2004)
- Khalid bin Sa'ud bin Abd Allah bin Faysal bin Abd al-Aziz Al Sa'ud, dal 12 dicembre 2023